# Граф Стрэдброк

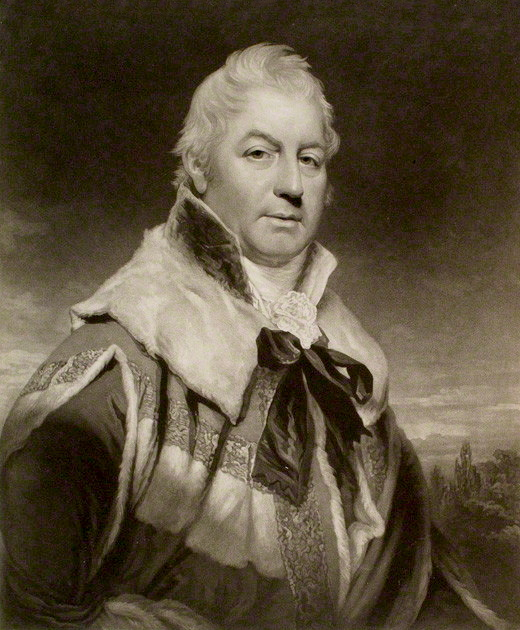
Джон Роус, 1-й граф Стрэдброк (1750—1827)

Граф Стрэдброк в графстве Саффолк (англ. Earl of Stradbroke) — наследственный титул в системе Пэрства Соединённого королевства.

## История
Титул графа Стрэдброка был создан 18 июля 1821 года для Джона Роуса, 1-го барона Роуса (1750—1827), который ранее представлял Саффолк в Палате общин (1780—1796).
В 1771 году после смерти своего отца сэра Джона Роуса, 5-го баронета (1727—1771), Джон Роус унаследовал титул 6-го баронета из Хенхема. В 1796 году для него был создан титул барона Роуса из Деннингтона в графстве Саффолк (Пэрство Великобритании). В 1821 году вместе с графским титулом ему был присвоен титул виконта Данвича в графстве Саффолк.
В 1827 году ему наследовал его старший сын, Джон Эдвард Корнуоллис Роус, 2-й граф Стрэдброк (1794—1886), который занимал пост лорда-лейтенанта графства Саффолк (1844—1886). Его сын, Джордж Роус, 3-й граф Стрэдброк (1862—1947), был губернатором австралийского штата Виктория (1920—1926) и лордом-лейтенантом Саффолка (1935—1947). Его преемником стал его старший сын, Джон Роус, 4-й граф Стрэдброк (1903—1983), который также был лордом-лейтенантом Саффолка (1948—1978).
По состоянию на 2025 год, обладателем графского титула являлся его племянник, Кит Роус, 6-й граф Стрэдброк (род. 1937), который наследовал своему отцу в 1983 году.
Граф Стрэдброк проживает в Маунт Файанс, штат Виктория, Австралия.
Титул баронета из Хенхема в графстве Саффолк (Баронетство Англии) был создан в 1660 году для Джона Роуса (ок. 1608—1670). Он заседал в Палате общин от округов Данвич и Ай. Его сын, Джон Роус, 2-й баронет (ок. 1656—1730), представлял Данвич и Саффолк в Палате общин. После его смерти титул перешел к его сыну, Джону Роусу, 3-му баронету (ок. 1676—1731), который также был депутатом парламента от Данвича. Его племянник, Джон Роус, 5-й баронет (1727—1771), представлял Саффолк в Палате общин. Ему наследовал его сын, вышеупомянутый Джон Роус, 6-й баронет (1750—1827), который позднее был возведен в звание пэра.
- Достопочтенный Генри Джон Роус (1795—1877), адмирал британского флота, депутат Палаты общин от Вестминстера (1841—1846), второй сын 1-го графа Стрэдброка
- Сэр Уильям Роус (1939—1999), генерал-лейтенант британской армии, второй сын 5-го графа Стрэдброка.

Родовая резиденция — Хенхем Парк в окрестностях Блитбурга в графстве Саффолк. Здесь проходит ежегодный музыкальный фестиваль «Latitude Festival».

## Баронеты Роус из Хенхема (1660)
- Сэр Джон Роус, 1-й баронет (ок. 1608 — 27 ноября 1670), сын сэра Джона Роуса;
- Сэр Джон Роус, 2-й баронет (ок. 1656 — 8 апреля 1730), сын предыдущего;
- Сэр Джон Роус, 3-й баронет (ок. 1676 — 1 февраля 1731), старший сын предыдущего;
- Сэр Роберт Роус, 4-й баронет (ок. 1687 — 8 июня 1735), младший брат предыдущего;
- Сэр Джон Роус, 5-й баронет (ок. 1727 — 31 октября 1771), сын предыдущего;
- Сэр Джон Роус, 6-й баронет (30 мая 1750 — 27 августа 1827), сын предыдущего, граф Стрэдброк с 1821 года.

## Графы Стрэдброк (1821)
- 1821—1827: Джон Роус, 1-й граф Стрэдброк (30 мая 1750 — 27 августа 1827), сын сэра Джона Роуса, 5-го баронета;
- 1827—1886: Джон Эдвард Корнуоллис Роус, 2-й граф Стрэдброк (13 января 1794 — 27 февраля 1886), старший сын предыдущего;
- 1886—1947: Джордж Эдвард Джон Моубрей Роус, 3-й граф Стрэдброк (19 ноября 1862 — 20 декабря 1947), единственный сын предыдущего
- 1947—1983: Джон Энтони Александр Роус, 4-й граф Стрэдброк (1 апреля 1903 — 14 июля 1983), старший сын предыдущего;
- 1963—1983: Уильям Кит Роус, 5-й граф Стрэдброк (10 марта 1907 — 18 июля 1983), младший брат предыдущего;
- 1983 — настоящее время: Роберт Кит Роус, 6-й граф Стрэдброк (род. 25 марта 1937), сын предыдущего;
  - Наследник: Роберт Кит Роус, виконт Данвич (род. 1961), старший сын предыдущего.